# Andrew Crosse
Andrew Crosse (Fyne Court, Broomfield, Somerset, Regne Unit 17 de juny del 1784-ibídem, 6 de juliol del 1855) fou un científic anglès del segle xix poc conegut a Espanya. De ben jove estigué fascinat per l'electricitat i les ciències naturals, que en aquells temps era un gran avanç. Es creu que fou una de les persones que inspiraren la història de Frankenstein.
Després d'acudir a diverses conferències, el jove començà a experimentar amb els jocs elèctrics. Quedà orfe als 21 anys, amb la mort de la seva mare el juliol de 1805, i la del seu pare quan tenia sols 16 anys.
Aquests fet el va afectar profundament, tal com podem apreciar a les anotacions que va fer a la darrera carta que va rebre de la seva mare:
"The last letter I ever received from this best of parents, who died in the following July. No pen can describe my misery"

## Biografia
La seva vida es desenvolupà a un racó perdut de Somerset, tot i que no sempre romangué allà. Estudià a França i a certes parts d'Anglaterra, on fou alliçonat en grec i llatí, però no trigà en descobrir que el seu camí principal seria el de la via científica. La seva passió sempre fou intentar descobrir els misteris de l'electricitat i el vincle d'aquesta amb la vida, quelcom que considerava la de més pes en les seves metes. Fou una persona polivalent, ja que escrigué poesia i també tingué un paper polític exercint com a magistrat local, gràcies al qual introdugué una ideologia progressista que reflectí el seu desig d'impulsar una educació per les persones de totes les classes socials. Les seves responsabilitats i les seves càrregues després de la pèrdua dels seus pares l'obligaren a deixar els estudis universitaris, cosa que el motivà a la creació del seu laboratori propi, on començà a experimentar amb matèria inerta, en una època on el vapor i el carbó estaven en plena efervescència a causa de la Revolució Industrial.
Tot i els traumes d'infantesa i les dificultats que hagué d'enfrontar durant la seva joventut, els experiments elèctrics i l'amor cap a la seva nombrosa família fruit de dos matrimonis l'impulsà a materialitzar les seves conviccions científiques.
El 1827 Sir Humphry Davy visità el seu laboratori personal, i d'aquesta relació nasqué una de les primeres piles elèctriques de la història. Amb el temps s'evidencià la gran potencialitat elèctrica amb la qual Crosse comptava al seu laboratori, ple de bateries i cables, les quals proporcionaven descàrregues a partir de l'electricitat estàtica atmosfèrica. De moment tot li anava bé, aportà grans avanços en els camps de l'electròlisi, aplicada a la obtenció de metalls purificats, o l'electrocristalització i les acadèmies atenien a les seves memòries d'investigació, fins que donà a conèixer els seus ossats experiments d'índole secreta, sense considerar el perill que això suposaria. No ho va dur a terme per vanaglòria o desig de fama, sinó pel desig de poder servir a la ciència.
El fet de revelar els seus treballs li canviaria la vida, perquè quedà demostrat que per formular les teories de descàrregues elèctriques sota les quals es desenvolupà havia utilitzat insectes, cosa que generà un candent debat sobre la possibilitat de generar vida espontània a partir de matèria d'origen biològic.
Això li causa greus problemes, fins al punt que es llaurà una reputació d'algú que volia jugar a ser Déu, cosa que l'obligà a retirar-se al camp apartat de tothom. Es diu que els sacerdots de la regió havien intentat exorcitzar-lo, perquè creien que forces fosques havien estat guiant el seu treball.
No pot dir-se que fos un aventurer, perquè durant les set dècades que durà la seva vida amb prou feines va moure's del seu poble, sempre atenent a les seves obligacions financeres i ampliant els seus descobriments a partir de generadors electroestàtics i piles primitives, i es remoreja que per les nits somniava en desentranyar els secrets de la matèria tancant-se al seu laboratori i aplicant descàrregues als vegetals per comprovar si el seu creixement natural era alterat.
El 6 de juliol del 1855 morí a la mateixa habitació on nasqué, caigut en el descrèdit, però sent recordat posteriorment com una figura clau en el desenvolupament de l'electricitat.

## Controvèrsia
Es diu que l'obra i els avenços d'Andrew Crosse són propis d'un geni boig o d'un bruixot per la simple raó per la qual s'atreví a crear vida a partir de matèria inactiva, i oferint-hi tot tipus de detalls al respecte, ja que durant els seus processos d'electrocristalització observà que a moltes plaques minerals existien grànuls diminuts d'aparença viscosa i blanquinosa, i en aplicar-hi voltatge, al cap d'uns dies es tornaren insectes d'inusual aspecte.Quan explicà això als seus amics ràpidament envià una memòria a la London Electrical Society, defensant que els insectes sorgiren d'un mitjà de vida impossible per la vida tal com la coneixem, dins d'un mineral, és a dir, una càmera lliure de contaminació exterior.
Fer públic aquest esdeveniment l'obligà a plantejar-se certs canvis a la seva vida, perquè entrà en una espiral inacabable de reputacions dolentes.
Val a dir que aquesta aposta per la generació espontània va ésser magnificada pels mitjans de l'època.

## Vincle amb Frankenstein
S'han explicat centenars d'històries diferents d'on Mary Shelley s'inspirà per escriure Frankenstein, la seva obra més coneguda. Molt es parlà sobre si coneixia els experiments de Galvani d'aixecar cossos morts de gent ajusticiada mitjançant descàrregues elèctriques, però es creu que fou Andrew Crosse l'inspirador d'aquesa cèlebre obra, el qual creà vida gràcies a l'electricitat recol·lectada a través dels seus cables i bateries.
Encara que molts importants avanços que Crosse oferí sortiren a la llum anys després de la publicació de la novel·la, l'investigador oferí una conferència a Londres el 1814 sobre les seves dissertacions on assistiren diversos coneguts de l'escriptora. Tot i així, que la base de Shelley per la creació de Frankenstein residís aquí no s'ha determinat. Aquella fou una de les seves escasses aparicions públiques lluny de la seva terra natal.
Pel que se sap, sempre es cartejava amb savis de l'Europa occidental, i al seva extensa biblioteca plena a vessar de clàssics li servia de refugi, motiu que suggereix que la possibilitat que existeixi un fort vincle amb la novel·la de Frankenstein no és tan remota.